# Balilla
Balilla (celým názvem Opera Nazionale Balilla, ONB) byla italská organizace pro mládež podporující fašismus, existující v letech 1926 až 1937. Návrh na její založení předložil Benito Mussolini, podle jeho představy měla pečovat o fyzickou výchovu mladých Italů (příprava budoucích vojáků) a propagaci fašismu. Mussolini představoval balillu jako "italský skauting". Zakladatel skautigu Robert Baden Powell ale organizaci při své návštěvě Itálie veřejně odsoudil.,[zdroj?] Mussolini se pak snažil tuto informaci utajit,[zdroj?] což vedlo až k zániku organizace, která byla pohlcena mládežnickou organizací Národní fašistické strany.